# Grayson Bell
Grayson Bell (Southport, 21 marzo 1997) è un nuotatore australiano.

## Carriera
La sua prima partecipazione a una manifestazione internazionale a livello senior è avvenuta ai Campionati mondiali di nuoto 2018 di Hangzhou, gareggiando nei 50 metri rana maschili.
Ai Mondiali di Budapest 2022 ha vinto la medaglia d'oro nella staffetta 4x50m stile libero e di bronzo 4×50 m misti.

## Palmarès[1]
- Mondiali in vasca corta

Melbourne 2022: oro nella 4x50m sl e bronzo nella 4x50m misti.
- Olimpiadi giovanili

Nanchino 2014: bronzo nella 4x100m misti e nella 4x100m misti mista.
- Mondiali giovanili

Singapore 2015: argento nella 4x100m misti mista.